# 大九州行進曲・赤陽に映へて
『大九州行進曲・赤陽に映へて』（だいきゅうしゅうこうしんきょく・あかひにはえて）は1931年に日本で制作されたサイレント映画。東亜キネマ製作。

## スタッフ
- 監督 : 大江秀夫
- 脚本 : 内田徳司、竹井諒
- 原作 : 米田青示
- 撮影 : 古泉勝男

## キャスト
- 鈴村京子
- 青木繁
- 石川秀道
- 岡田静江